# Delphiniobium carpaticae
Delphiniobium carpaticae är en insektsart. Delphiniobium carpaticae ingår i släktet Delphiniobium och familjen långrörsbladlöss. Inga underarter finns listade i Catalogue of Life.